# Neon Christ
Neon Christ – amerykańska grupa muzyczna założona w roku 1983 w Atlancie w stanie Georgia w USA. Skład zespołu niezmiennie od momentu powstania tworzą wokalista Randy DuTeau, gitarzysta William DuVall, basista Danny Lankford oraz perkusista Jimmy Demer. Jeden z utworów grupy, zatytułowany „Ashes to Ashes”, znalazł się w roku 1984 na albumie kompilacyjnym P.E.A.C.E./War, gdzie zostały zawarte piosenki z gatunku hardcore punk. W roku 2011 członkowie zespołu poinformowali że zamierzają nagrać nowy album studyjny, a prace nad materiałem rozpoczęły się jeszcze w roku 1985.

## Historia

### Początki (1983 – 1986)
Zespół został założony w Atlancie w stanie Georgia w USA. Pierwszy koncert zespołu odbył się 31 grudnia 1983 roku w Metroplex Atlanta. W marcu 1984 zespół rozpoczął prace nad materiałem na debiutancki album. Wydawnictwo ukazało się miesiąc później. Album wydany w formacie EP zatytułowany Neon Christ 7" wypełniło w sumie 10 kompozycji. Płyta została wydana nakładem niezależnej wytwórni fonograficznej Social Crisis Records. Po wydaniu albumu, grupa udała się w trasę koncertową, grając głównie wzdłuż wschodniego wybrzeża Stanów Zjednoczonych. W roku 1984 zespół zarejestrował cztery nowe utwory, z czego jeden zatytułowany "Ashes to Ashes" trafił na album kompilacyjny P.E.A.C.E./War. Zespół grając koncerty, występował obok takich zespołów jak Corrosion of Conformity oraz Dead Kennedys. W roku 1985 z zespołem przez krótki czas występował drugi gitarzysta Shawn Devine. Ponadto na scenie kilkakrotnie pojawiał się wokalista Randy Gue, który w późniejszym czasie współpracował z DuVallem przy krótkotrwałym projekcie The Final Offering. W tym samym roku, zespół rozpoczął przygotowania do nowego albumu. Nagrania ostatecznie nigdy nie zostały skończone (lecz w roku 2011 zespół zapowiedział nagranie nowego albumu, i wykorzystanie w nim materiału z roku 1985). W styczniu 1986 roku zespół powrócił na scenę i w lutym zagrał swój ostatni koncert przed zawieszeniem działalności.

### Po rozpadzie (1986 – 2008)
Basista Danny Lankford oraz perkusista Jimmy Demer, po zawieszeniu działalności Neon Christ udzielali się w grupie Accidents. Wokalista Randy DuTeau przestał udzielać się muzycznie, natomiast gitarzysta William DuVall grał w kilku innych zespołach. W roku 1990 Jimmy Demer z pomocą wytwórni F-King Records wydał płytę zespołu Neon Christ, wzbogaconą w stosunku do poprzedniej o cztery nowe utwory. Album ukazał się pod nazwą A Seven Inch Two Times.
W 1999 roku William DuVall założył grupę muzyczną Comes with the Fall. Z zespołem nagrał trzy albumy studyjne, jeden koncertowy oraz jedną EP-kę. W roku 2005 DuVall dołączył do reaktywowanej grupy muzycznej Alice in Chains, a rok później stał się jej nowym wokalistą, zastępując zmarłego w kwietniu 2002 roku Layne'a Staleya. W 2007 roku Randy DuTeau opublikował szczegółowy artykuł w którym podkreślał osiągnięcia DuValla. W książeczce dołączonej do albumu Black Gives Way to Blue, DuVall podziękował swoim kolegom z zespołu Neon Christ.

### Reaktywacja, dalsze plany (2008 – obecnie)
Grupa reaktywowała się na koncert który odbył się 2 lutego 2008 roku w Lawrenceville w stanie Georgia. Przy współpracy z dyrektorem Edgarem Johnsonem zespół zrealizował film dokumentalny pod tytułem All Alone Together: Neon Christ and Atlanta Hardcore.
William DuVall powiedział na temat projektu: „Po raz pierwszy propozycja nagrania filmu dokumentalnego o Neon Christ pojawiła się w 2005 roku. Wówczas reżyser Edgar Johnson zaproponował nam taki projekt, lecz początkowo nie myśleliśmy o tym na poważnie. Minęło wiele lat odkąd występowaliśmy na scenie, i raczej to nie był dobry pomysł. Ale wszystko zmieniło się kiedy zagraliśmy koncert w lutym 2008 roku. Kiedy zobaczyliśmy jak młode dzieciaki śpiewają nasze stare piosenki, to było dla nas bardzo wzruszające. Po tym wydarzeniu zdecydowaliśmy się na ten film dokumentalny. Chcieliśmy pokazać naszą historię”.
W lutym 2011 roku członkowie zespołu ogłosili że planują nagrać nowy album studyjny oraz przygotowują się do produkcji wspomnianego filmu dokumentalnego. W tym celu zespół Alice in Chains ogłosił na swojej stronie internetowej informacje o tym wydarzeniu, w celu pozyskania funduszy potrzebnych do realizacji projektu.

## Skład zespołu
- Randy DuTeau – śpiew (1983–1986, 2004, 2008, 2011)
- William DuVall – gitara prowadząca (1983–1986, 2004, 2008, 2011)
- Danny Lankford – gitara basowa (1983–1986, 2004, 2008, 2011)
- Jimmy Demer – perkusja (1983–1986, 2004, 2008, 2011)

## Dyskografia
- Neon Christ (EP) (1984)
- A Seven Inch Two Times (1990)